# Montepetriolo
Montepetriolo è una frazione di 341 abitanti del comune di Perugia (PG).
Situato al confine con i territori dei comuni di Marsciano e di Piegaro, a 18 km a sudovest di Perugia, il paese si sviluppa su un piccolo colle all'altezza di 374 m s.l.m. che sorge sulla Valnestore, e conta 341 residenti, i montepetriolesi.
Il colle di Monte Croce, nelle vicinanze, ospita uno dei rari boschi di farnetto, una specie di quercia poco diffusa in Italia ed in Europa.

## Storia
Le prime notizie certe risalgono al XII secolo, quando il castrum montis petrioli viene citato dapprima nel Diploma Imperiale di Federico Barbarossa (1163) e poi nel "Codice di Cencio Camerlengo" (1193). Ulteriori testimonianze si ritrovano nel secolo successivo, intorno al 1260, quando si apprende che esso faceva parte dei territori (contado) del quartiere perugino di Porta S. Susanna. Infine, nel XIV secolo, esso passò definitivamente al contado di Porta Eburnea.

## Economia e manifestazioni
Le attività economiche sono state basate, storicamente, sull'agricoltura. Ogni anno vi si svolge la sagra del tartufo e del cinghiale intitolata C'era una volta... Montepetriolo.

## Monumenti e luoghi d'arte
- Il Castello, di origine medievale e con pianta ellissoidale. Strutturato secondo uno schema concentrico con una triplice cerchia di abitazioni, aveva in antico circa una decina tra torri e torrioni.
- Chiesa di S. Lorenzo (XIV secolo), all'interno delle mura. Custodisce un presepe permanente, preparato nel 1942 da artisti perugini con statuette in creta, ed un dipinto del Martirio di San Lorenzo, di scuola senese.
- La Torre campanaria, decorata con bifore ed un caratteristico tetto in mattoncini rossi.
- Chiesa della Madonna delle Grazie (1517), collocata fuori le mura. All'interno vi sono un certo numero di affreschi messi in sicurezza e parzialmente restaurati nel 2006.

## Popolazione
Secondo l'Istat, nel 2001 Montepetriolo contava 74 abitanti. Nel 2011 sono saliti a 325.

## Sport

### Calcio
La principale squadra di calcio della città è l'A.S.D. Montepetriolo Calcio che milita nel girone B umbro di 2ª Categoria.